# Савет кантона Швајцарске
Савет кантона Швајцарске (итал. Consiglio degli Stati, рет. Cussegl dals Stadis или Cussegl dals Chantuns) је најмањи од два дома швајцарског парламента (Бундесхаус) у који сваки од кантона независно од величине шаље два представника (очигледна је сличност са америчким Сенатом). Постоји 46 одборника. Овај Савет треба да одражава принцип једнакости кантона и поред њихове очигледне територијалне и демографске несразмерности.
20 кантона шаљу по два одборника, док кантони Обвалден, Нидвалден, Базел-град, Базел-провинција, Апенцел Инероден и Апенцел Аусероден шаљу само једног одборника. Дужина трајања мандата је четири године, после уставне измене која је изменила ранији систем по коме су сами кантони одређивали дужину мандата својих представника, што је представљало својеврстан реликт конфедерализма. Императивни мандат је забрањен што је био још један корак у јачању централне федералне власти. 
Одборници служе четири године и нису у обавези да гласају по инструкцијама власти кантона. По швајцарском Федералном уставу начин на који се врше избори је препуштен кантонима, под условом да то мора бити демократски метод; међутим, сви кантони сада предвиђају да се одборници бирају на изборима. У свим кантонима осим кантона Цуга и Апенцел Инероден, одборници се бирају у складу са члановима Државног савета. У кантону Апенцел Инероден представници се бирају од стране народног збора (Landsgemeinde). С изузетком кантона Јура, где се користи пропорционални систем избора, представници се бирају већином гласова.
Тренутно (2007) има 11 жена у Савету кантона (23,9%).